# Мария Амалия Саксонска (1757 – 1831)
 Тази статия е за херцогинята.  За кралицата на Неапол вижте Мария-Амалия Саксонска.  
Мария Амалия Саксонска (на немски: Maria Amalie Anna Josephina Antonia Justina Augusta Xaveria Aloysia Johanna Nepomucena Magdalena Walpurgis Katharina von Sachsen; * 26 септември 1757, Дрезден; † 20 април 1831, Нойбург на Дунав) е принцеса от Саксония от Албертинските Ветини и чрез женитба херцогиня на Пфалц-Цвайбрюкен (1775 – 1795). Мария Амалия е абатеса на дамския манастир Св. Анна в Мюнхен.

## Живот
Мария Амалия е шестото дете и най-възрастната дъщеря на курфюрст Фридрих Христиан (1722 – 1763) от Курфюрство Саксония и съпругата му Мария Антония Баварска (1724 – 1780), дъщеря на император Карл VII. Нейните братя са саксонските крале Фридрих Август I и Антон. Тя е братовчедка на кралете Луи XVI от Франция и Карл IV от Испания и на императрица Мария Лудовика.
Мария Амалия се омъжва на 12 февруари 1774 г. в Дрезден за пфалцграф Карл III Август Кристиан фон Пфалц-Биркенфелд-Бишвайлер (1746 – 1795) от фамилията на Вителсбахите. Нейният брат Фридрих Август е женен от 1769 г. за Амалия, сестра на годеника ѝ. Двойката резидира в дворец Нойбург и след една година Карл Август, след смъртта на чичо му Кристиан IV, става през 1775 г. херцог на Пфалц-Цвайбрюкен.
След смъртта на нейния съпруг през 1795 г. тя става абатеса на женския манастир Св. Анна в Мюнхен. Тя умира на 20 април 1831 г. в Нойбург на Дунав и е погребана в дворцовата църква. Нейната голяма библиотека е наддавана през 1834 г. в Нойбург на Дунав.

## Деца
Мария Амалия и Карл Август имат един син:
- Карл Август Фридрих (1776 – 1784), наследствен принц на Пфалц-Цвайбрюкен